# Ghulam Ahmad Bilour
Ghulam Ahmad Bilour (* 25. Dezember 1939) ist ein pakistanischer Politiker und ehemaliger Eisenbahnminister seines Landes.

## Herkunft
Als Haji Sahib geboren, stammt Bilour aus Bajaur, einem pakistanischen Stammesgebiet unter Bundesverwaltung.

## Politik
In seiner Jugend unterstützte er die Wahlkampagne von Fatima Jinnah. Er ist Mitglied der Awami National Party.

## Mordaufrufe
Am 22. September 2012 setzte Bilour für den Mord am Produzenten des Films Die Unschuld der Muslime, Nakoula Basseley Nakoula und andere Mitarbeiter und Produzenten des Films ein Kopfgeld von 100.000 USD aus. Dabei handelte es sich um eine private Initiative Bilours ohne Zustimmung der pakistanischen Regierung. Ein Sprecher von Pakistans Premierminister Raja Pervez Ashraf und Bilours Partei distanzierten sich von dem Aufruf.
Im Februar 2015 verkündete Bilour, er wolle die 100.000 Dollar den Erben der Attentäter zukommen lassen, die den Anschlag auf das französische Satiremagazin Charlie Hebdo begangen hatten. Weitere 200.000 Dollar würden diejenigen erhalten, welche die Eigentümer von Charlie Hebdo töten würden.